# Ocyptamus io
Ocyptamus io är en tvåvingeart som först beskrevs av Hull 1944.  Ocyptamus io ingår i släktet Ocyptamus och familjen blomflugor. Inga underarter finns listade i Catalogue of Life.